# Super League Vrouwenvoetbal 2019-20
Het seizoen 2019/20 is de 5e editie van de Belgische Super League. De competitie begon op 24 augustus 2019 en werd vanwege de Corona-epidemie per 27 maart 2020 opgeschort.
Het eindklassement werd opgemaakt op basis van de klassering per 12 maart 2020. RSC Anderlecht werd voor de derde opeenvolgende keer, en de 7e keer in totaal, landskampioen. Geen enkele ploeg degradeerde.

## Eindklassementen

### Reguliere competitie
Klassement
| Pos | Team                     | Wed | W  | G | V  | Ptn | DV | DT | +/− |                            |
| --- | ------------------------ | --- | -- | - | -- | --- | -- | -- | --- | -------------------------- |
| 1   | RSC Anderlecht Women     | 16  | 14 | 2 | 0  | 44  | 42 | 7  | +35 | 1e ronde Champions League' |
| 2   | Standard Fémina de Liège | 17  | 12 | 0 | 5  | 36  | 38 | 16 | +22 |                            |
| 3   | KAA Gent Ladies          | 17  | 9  | 2 | 6  | 29  | 37 | 25 | +12 |                            |
| 4   | KRC Genk Ladies          | 16  | 7  | 2 | 7  | 23  | 31 | 24 | +7  |                            |
| 5   | Club YLA                 | 17  | 4  | 1 | 12 | 13  | 17 | 40 | −23 |                            |
| 6   | Oud-Heverlee Leuven      | 17  | 0  | 1 | 16 | 1   | 8  | 61 | −53 |                            |